# Franz Lehár
Pour les articles homonymes, voir Lehar.
 (juillet 2016).
Si vous disposez d'ouvrages ou d'articles de référence ou si vous connaissez des sites web de qualité traitant du thème abordé ici, merci de compléter l'article en donnant les références utiles à sa vérifiabilité et en les liant à la section « Notes et références ».
Œuvres principales
- La Veuve joyeuse (1905)
- Le Pays du sourire

Franz Lehár, né le 30 avril 1870 à Komárom en Autriche-Hongrie (aujourd'hui Komárno en Slovaquie) et mort le 24 octobre 1948 à Bad Ischl (Autriche), est un compositeur autrichien d'origine hongroise.
Il est célèbre pour ses opérettes, dont la plus connue est La Veuve joyeuse (Die lustige Witwe), représentée pour la première fois à Vienne en 1905. On retient aussi Le Pays du sourire (Das Land des Lächelns).

## Biographie
Franz Lehár est le fils du chef de la fanfare du 50e régiment d’infanterie de l’armée austro-hongroise Franz Lehár (1838-1898) et de Christine Neubrand (1849-1906). Son frère Anton, comme son père, entreprend une carrière militaire, qu’il termine avec le grade de général et chevalier de l'ordre militaire de Marie-Thérèse.
Les ancêtres de Lehar étaient jusqu’au début du XVIIIe siècle des petits agriculteurs à Lesnitz et Brünnles, près d’Hohenstadt, en Moravie du Nord. Le nom Lehár indique l’origine tchèque de la famille.
Au hasard des affectations, Franz Lehár père rencontre une jeune Hongroise, Christine Neubrand qu’il épouse à Komárno en 1869. Franz junior naît l’année suivante.
Sa langue maternelle est le hongrois. L’allemand étant la langue de l’armée, Franz devient bilingue très tôt, mais il a toujours pratiqué le hongrois, sa langue maternelle jusqu’à sa mort. Il continuera à signer son nom à la mode hongroise, nom de famille en premier (« Lehár Ferenc »), avec un apex, signe diacritique d’allongement, sur le « a » (á).
Dans son livret militaire, on peut lire qu’il mesure 1,65 mètre, a les yeux bleus, les cheveux blonds, parle et écrit l’allemand, le hongrois et le bohémien (variante du tchèque), et qu’il vit à Schönwald, en Moravie.
Ses compétences linguistiques lui ont également permis de bien comprendre d’autres langues slaves. Il apprend ensuite l’italien lors de son séjour à Pula (Croatie actuelle), où il travaille comme chef d’orchestre militaire. Il devient l’ami de Puccini et d’autres compositeurs italiens, échangeant des expériences et des partitions. Son anglais, cependant, est très faible, bien qu’il puisse très bien distinguer les bonnes traductions de ses opérettes des mauvaises. Mais pour émigrer vers les États-Unis ou le Royaume-Uni, ce n’est pas suffisant.
Ernst Décsey, premier biographe de Lehár, cite la légende, non avérée, de la famille selon laquelle les Lehár descendent d’un marquis Le Harde, membre de la Grande Armée, capturé par les Russes, qui aurait fui dans le nord de la Moravie et trouvé refuge auprès des paysans.
Franz Lehár étudie d’abord le piano. Son  talent se révèle très tôt. À 11 ans, il compose sa première chanson. En 1880, son père est transféré à Budapest avec son régiment, et Lehár fréquente l’école des pères piaristes puis le Gymnasium (École secondaire) de Šternberk.
En 1882, il entre au conservatoire de Prague et étudie, selon le souhait de son père, le violon avec Antonín Bennewitz, la théorie musicale avec Josef Bohuslav Foerster et la composition avec Antonín Dvořák qui l’encourage à persévérer. Johannes Brahms le recommande au professeur Mandyczewski, un des plus respectés et influents de l’époque.
Lehár commence sa carrière musicale en tant que musicien d’orchestre à Wuppertal. Il devient le plus jeune Kapellmeister (chef d’orchestre) militaire de l’armée austro-hongroise (la célèbre «KuK Armee »). À Vienne, il joue dans l’orchestre de son père et, montant petit à petit les échelons, il en devient le successeur. Cette carrière le conduit à Pula, Trieste, Budapest et, de 1899 à 1902, à Vienne. Vienne devient sa patrie d’adoption et grâce à de grands succès, il peut bientôt vivre exclusivement de ses compositions, se consacrant presque entièrement à l’opérette.
Dès ses deux premiers opus, Wiener Frauen et Der Rastelbinder, il est considéré comme le futur maître de l’opérette. Avec le succès mondial de La Veuve joyeuse (1905), sa notoriété ne fait qu’augmenter, renforcée par de nouveaux succès : Le Comte de Luxembourg, L’Amour tzigane et Eva.

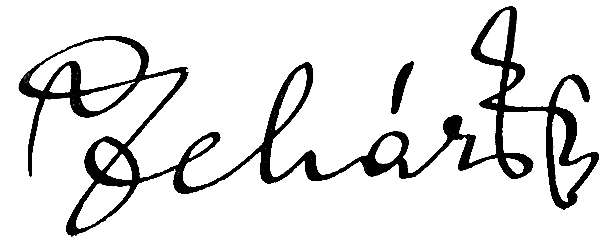
Signature.

Dans les années 1920, l’opérette traditionnelle cède, auprès du public, la place à la revue (Lehár a même écrit une version « revue » de La Veuve joyeuse avec Fritzi Massary). Lehár va changer de style. Depuis Paganini, il renonce au « happy end » habituel, se rapproche de l’opéra et ne craint pas le pathos. Les partitions du ténor des dernières opérettes, comme Le Pays du sourire ou Le Tsarévich sont dédiées à Richard Tauber. Sa dernière opérette, Giuditta, est conçue comme une « comédie musicale » ; elle est  créée en 1934 à l’opéra national de Vienne qui en espérait un redressement de sa situation financière alors peu brillante.
Franz Lehár est ami avec Giacomo Puccini. Ils s’influencent mutuellement : par exemple, Puccini a été inspiré par Lehár pour son opéra La Rondine. Lehár compose lui-même quatre opéras : Rodrigo, Kukuschka ou Tatjana, au début de sa carrière, et plus tard Die gelbe Jacke (« La veste jaune »). Garbonciás, un remaniement de L’Amour tzigane, est son dernier travail scénique. En plus des opérettes, il écrit deux poèmes symphoniques, deux concertos pour violon, de la musique de film, des chansons, des danses et des marches.
Au fil des ans, Lehár a acquis une fortune prodigieuse. Il achète le Schikaneder-Schlössl à Vienne-Nußdorf en 1931. Cette vaste demeure avait été la propriété d'Emanuel Schikaneder. Il acquiert aussi une villa à Bad Ischl, une des plus importantes stations thermales d’Europe, non loin du lac Saint Wolfgang, célèbre pour son Auberge du Cheval blanc.
Les relations de Franz Lehár avec le régime nazi sont tendues. Il a toujours utilisé des librettistes juifs pour ses opéras et a fait partie du milieu culturel viennois, qui comprenait de nombreux juifs. En outre, bien que Lehár soit catholique, son épouse, Sophie (née Paschkis) (1878-1947) est d’origine juive. Elle se convertit au catholicisme avant leur mariage. Ces faits suffisent à susciter l’hostilité envers eux et envers son travail. Hitler, cependant, apprécie la musique de Lehár, et cette hostilité diminue dans toute l’Allemagne après une intervention de Goebbels. En 1938, Mme Lehár reçoit le statut de Ehrenarierin (« aryenne d’honneur » par le mariage). Néanmoins, on dénombre plusieurs tentatives d’expulsion.
Le régime nazi utilise la musique de Lehár à des fins de propagande : on joue sa musique lors de concerts dans le Paris occupé en 1941 et Lehár lui-même y dirige en janvier de la même année la version française du Pays du sourire. Les Lehár ne restent pas indifférents envers le régime : ils offrent un cadeau à Hitler pour son anniversaire en 1938. Même ainsi, l’influence de Lehár est limitée : malgré des tentatives toutefois non avérées d’obtenir personnellement de Hitler une garantie d’immunité pour un de ses librettistes, Fritz Löhner-Beda, il n’a pas empêché sa déportation et son assassinat, ni pour son épouse et ses deux filles à Auschwitz.
Après l’échec d’une tournée à Budapest, en 1943, Lehár est autorisé à se rendre avec sa femme en Suisse. Il souffre de problèmes biliaires, rénaux, glandulaires et oculaires et de pneumonie. Le couple passe encore les derniers mois de la guerre à Bad Ischl. Après la fin de la Seconde Guerre mondiale, Lehár renie totalement ses rapports avec le Troisième Reich.
Son épouse meurt le 3 août 1947 à Zurich. Très éploré, le compositeur décide de mettre fin à un séjour de deux années en Suisse.
En août 1948, il rentre à Bad Ischl qui l’accueille triomphalement et dont, aussitôt, il est nommé citoyen d’honneur. Il y meurt le 24 octobre 1948 et repose dans le caveau familial, aux côtés de son épouse et de sa mère, vis-à-vis de la stèle commémorative élevée à la mémoire de Richard Tauber, son ténor préféré, et à quelques mètres de celui d’Oscar Straus, le compositeur de Rêve de valses.
Quelques jours avant sa mort, Lehár a pris toutes les dispositions pour que sa villa soit transformée en musée.

## Œuvre
Franz Lehár laisse environ 260 œuvres.

### Opérettes
| Titre                                     | Titre français             | Création          | Lieu                               |
| ----------------------------------------- | -------------------------- | ----------------- | ---------------------------------- |
| Kukuška                                   |                            | 17 novembre 1896  | Théâtre municipal, Leipzig         |
| Wiener Frauen                             |                            | 21 novembre 1902  | Theater an der Wien, Vienne        |
| Rastelbinder                              | Le Réparateur de chaudrons | 20 décembre 1902  | Carl-Theater, Vienne               |
| Der Göttergatte                           | Le Mari idéal              | 20 janvier 1904   | Carl-Theater, Vienne               |
| Die Juxheirat                             | Mariage pour rire          | 21 décembre 1904  | Theater an der Wien, Vienne        |
| Tatjana                                   | Tatiana                    | 10 février 1905   | Opéra populaire, Vienne            |
| Die lustige Witwe                         | La Veuve joyeuse           | 30 décembre 1905  | Theater an der Wien, Vienne        |
| Der Schlüssel zum Paradies                |                            | 20 octobre 1906   | Neues Operetten-Theater, Leipzig   |
| Peter und Paul reisen ins Schlaraffenland |                            | 1er décembre 1906 | Theater an der Wien, Vienne        |
| Mitislaw der Moderne                      |                            | 7 janvier 1907    | Theater an der Wien, Vienne        |
| Der Mann mit den drei Frauen              |                            | 21 janvier 1908   | Theater an der Wien, Vienne        |
| Das Fürstenkind                           |                            | 7 octobre 1909    | Johann Strauß-Theater, Vienne      |
| Der Graf von Luxemburg                    | Le Comte de Luxembourg     | 12 novembre 1909  | Theater an der Wien, Vienne        |
| Zigeunerliebe                             | L'Amour tzigane            | 8 janvier 1910    | Carl-Theater, Vienne               |
| Eva                                       |                            | 24 novembre 1911  | Theater an der Wien, Vienne        |
| Rosenstock und Edelweiss                  |                            | 1er décembre 1912 | Theater an der Wien, Vienne        |
| Die ideale Gattin                         |                            | 11 octobre 1913   | Theater an der Wien, Vienne        |
| Endlich allein                            |                            | 30 janvier 1914   | Theater an der Wien, Vienne        |
| Der Sterngucker                           |                            | 14 janvier 1916   | Theater an der Wien, Vienne        |
| Wo die Lerche singt                       |                            | 1er février 1918  | Königliche Oper, Budapest          |
| Die blaue Mazur                           |                            | 28 mai 1920       | Theater an der Wien, Vienne        |
| Die Tangokönigin                          |                            | 9 septembre 1921  | Apollo-Theater, Vienne             |
| Frühling                                  |                            | 22 janvier 1922   | Theater an der Wien, Vienne        |
| Frasquita                                 |                            | 12 mai 1922       | Theater an der Wien, Vienne        |
| Die gelbe Jacke                           |                            | 9 février 1923    | Theater an der Wien, Vienne        |
| Libellentanz                              |                            | 30 mars 1923      | Stadttheater, Vienne               |
| Clo-Clo                                   |                            | 8 mars 1924       | Bürgertheater, Vienne              |
| Paganini                                  |                            | 30 octobre 1925   | Johann Strauß-Theater, Vienne      |
| Der Zarewitsch                            | Le Tsarévitch              | 21 février 1927   | Metropol-Theater, Berlin           |
| Frühlingsmädel                            |                            | 29 mai 1928       | Neues Theater am Zoo, Berlin       |
| Friederike                                |                            | 4 octobre 1928    | Metropol-Theater, Vienne           |
| Das Land des Lächelns (2e version)        | Le Pays du sourire         | 10 octobre 1929   | Metropol-Theater, Berlin           |
| Schön ist die Welt                        |                            | 3 décembre 1930   | Metropol-Theater, Vienne           |
| Der Fürst der Berge                       |                            | 22 septembre 1932 | Theater am Nollendorfplatz, Berlin |
| Giuditta                                  |                            | 20 janvier 1934   | Opéra d'État de Vienne, Vienne     |

### Autres
- Gold und Silber, valse n° 60 op 79, créée en 1899

## Postérité
En 2017, Nechledil-Marsch, marche de l'opérette Wiener Frauen est interprétée au concert du nouvel an à Vienne, sous la direction de Gustavo Dudamel. C'est la seule fois où une œuvre de Franz Lehàr est entendue lors de ce traditionnel concert.